# Tala wa Barfak (huyện)
Tala wa Barfak là một huyện thuộc tỉnh Baghlan, Afghanistan. Dân số thời điểm năm 1999 là 20,61 người.